# 11. Armee (Japanisches Kaiserreich)
Die 11. Armee (jap. 第11軍, Dai-jūichi-gun) war von 1938 bis 1945 ein Großverband des Kaiserlich Japanischen Heeres. Ihr Tsūshōgō-Code (militärischer Tarnname) war Rückgrat (呂, Ro) oder Ro 5500.

## Geschichte
Die 11. Armee wurde am 4. Juli 1938, ein Jahr nach Beginn des Zweiten Japanisch-Chinesischen Krieges, unter dem Kommando von Generalleutnant Okamura Yasuji in der Republik China aufgestellt und unterstand der Zentralchina-Expeditionsarmee. Sie bestand aus der 6., 101. und 106. Infanterie-Division, der 5. Schweren Feldartillerie-Brigade sowie weiteren kleineren Einheiten.
Die Divisionen der 11. Armee rückten beidseitig des Jangtse im Kampf mit den Nationalchinesen auf Wuhan vor und konnte am 12. Juni 1938 den Flugplatz von Anqing, Anhui einnehmen. In der Schlussphase der Schlacht um Wuhan gelang der 6. Division am 25. Oktober die Eroberung der Stadt Wuhan (Hankou). Die 106. Division wurde währenddessen in der Schlacht bei Wanjialing schwer geschlagen.
Ab September 1939 wurde sie der frisch aufgestellten China-Expeditionsarmee unterstellt. Die 11. Armee nahmen Mitte September an der ersten Schlacht um Changsha teil, die unter schweren Verlusten von 40.000 Mann verlorenging.
Am 17. April 1944 begann das größte japanische Unternehmen, Operation Ichi-gō, an dem die 11. Armee an der 400.000 Mann umfassenden Streitmacht beteiligt war. Nach der Operation Ichi-gō wurde sie der 6. Regionalarmee zugewiesen, die die frisch eroberten Gebiete zwischen dem Fluss Jangtsekiang und dem Gelben Fluss sichern sollte.
Sie wurde am 14. August 1945 bei Guilin aufgelöst.

## Oberbefehlshaber

### Oberbefehlshaber
|    | Name                            | Von               | Bis               |
| -- | ------------------------------- | ----------------- | ----------------- |
| 1. | Generalleutnant Okamura Yasuji  | 23. Juni 1938     | 9. März 1940      |
| 2. | Generalleutnant Sonobe Waichirō | 9. März 1940      | 4. April 1941     |
| 3. | Generalleutnant Anami Korechika | 4. April 1941     | 1. Juli 1942      |
| 4. | Generalleutnant Tsukada Osamu   | 1. Juli 1942      | 22. Dezember 1942 |
| 5. | Generalleutnant Yokoyama Isamu  | 22. Dezember 1942 | 22. November 1944 |
| 6. | Generalleutnant Kōzuki Yoshio   | 22. November 1944 | 7. April 1945     |
| 7. | Generalleutnant Kasahara Yukio  | 7. April 1945     | 15. August 1945   |

### Stabschefs
|    | Name                           | Von              | Bis              |
| -- | ------------------------------ | ---------------- | ---------------- |
| 1. | General Yoshimoto Teiichi      | 20. Juni 1938    | 31. Januar 1939  |
| 2. | Generalleutnant Numata Takazō  | 31. Januar 1939  | 1. August 1939   |
| 3. | Generalleutnant Aoki Junsei    | 1. August 1939   | 1. März 1941     |
| 4. | Generalmajor Kinoshita Isami   | 1. März 1941     | 1. Dezember 1942 |
| 5. | Generalmajor Osonoe Kunio      | 1. Dezember 1942 | 7. Februar 1944  |
| 6. | Generalmajor Nakayama Sadatake | 7. Februar 1944  | 23. April 1945   |
| 7. | Generalmajor Nakayama Sadatake | 23. April 1945   | 7. Februar 1944  |

## Untergeordnete Einheiten

### 1938
- 6. Division
- 101. Division
- 106. Division
- 5. Schwere Feldartillerie-Brigade

### 1941
Im Dezember 1941 setzte sich die 11. Armee wie folgt zusammen:
- 3. Division
- 6. Division
- 13. Division
- 34. Division
- 36. Division
- 40. Division
- 14. Selbstständige Gemischte Brigade
- 18. selbstständige gemischte Brigade
- weitere kleinere Einheiten

### Oktober 1943
- 3. Division, Generalleutnant Mitsuo Yamamoto
- 13. Division, Generalleutnant Tsutomu Akashika
- 32. Division, Generalleutnant Yoshio Ishii
- 34. Division, Generalleutnant Takeo Ban
- 39. Division, Generalleutnant Sumita Raishirō
- 40. Division, Generalleutnant Seiichi Aoki
- 68. Division, Generalleutnant Tameji Sakuma
- 116. Division, Generalleutnant Hiroshi Iwanaga
- 17. selbstständige gemischte Brigade, Generalmajor Kenichi Kishigawa

### Juni 1944
- 3. Division
- 13. Division
- 27. Division
- 34. Division
- 40. Division
- 58. Division
- 68. Division
- 116. Division

### 1945
Zusammenstellung der Armee gegen Ende des Krieges:
- 34. Division
- 58. Division
- 132. Division
- 22. selbstständige gemischte Brigade
- 88. selbstständige gemischte Brigade
- weitere kleinere Einheiten